# زمین‌لرزه تایوان
زمین‌لرزه تایوان ممکن است به یکی از موارد زیر اشاره داشته باشد:
- زمین‌لرزه ۱۹۲۲ تایوان
- زمین‌لرزه آوریل ۱۹۰۶ تایوان
- زمین‌لرزه ۱۹۰۹ تایوان
- زمین‌لرزه ۱۹۸۶ تایوان
- زمین‌لرزه ۱۹۵۹ تایوان
- زمین‌لرزه مارس ۱۹۰۶ تایوان
- زمین‌لرزه ۱۹۶۴ تایوان
- زمین‌لرزه ۲۰۰۹ تایوان
- زمین‌لرزه ۱۹۳۵ تایوان
- زمین‌لرزه ۱۹۷۸ تایوان
- زمین‌لرزه ۱۹۵۷ تایوان
- زمین‌لرزه آوریل ۱۹۷۲ تایوان
- زمین‌لرزه ۱۹۲۷ تایوان
- زمین‌لرزه ۱۹۶۷ تایوان
- زمین‌لرزه ژانویه ۱۹۷۲ تایوان
- زمین‌لرزه ۲۰۰۶ تایوان
- زمین‌لرزه ۲۰۰۲ تایوان
- زمین‌لرزه ۱۹۴۶ تایوان
- زمین‌لرزه ۱۹۱۷ تایوان
- زمین‌لرزه ۲۰۱۰ تایوان
- زمین‌لرزه ۱۹۲۰ تایوان
- زمین‌لرزه ۱۹۰۴ تایوان